# Biffy Clyro

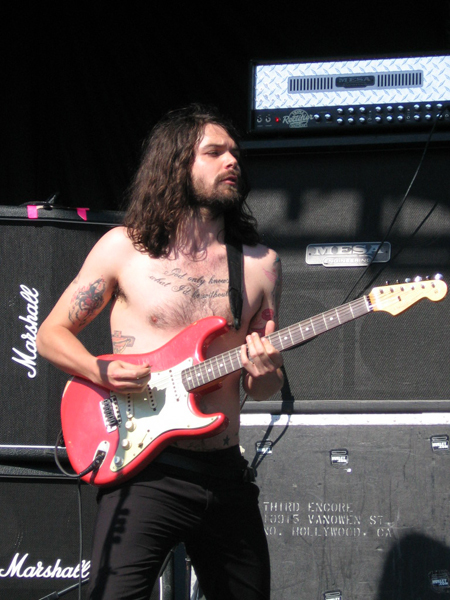
Zanger Simon Neill tijdens een optreden in 2007

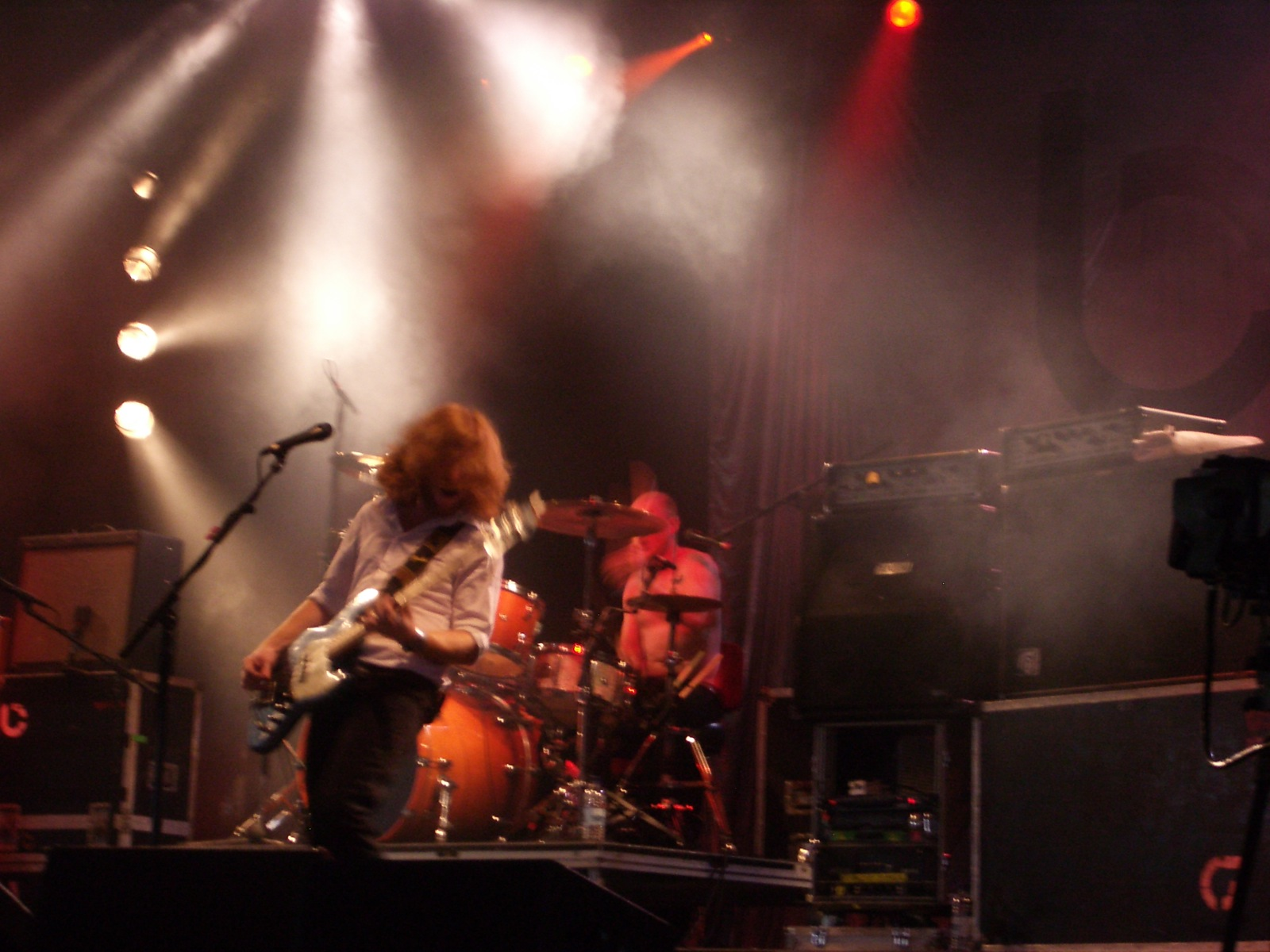
Biffy Clyro tijdens een optreden

Biffy Clyro is een Schotse rockband die vooral alternatieve en experimentele rock speelt. Het geluid van de band wordt gekenmerkt door een zware maar melodische mix van gitaar, bas en drums waarbij alle drie bandleden bijdragen aan de zang.

## Geschiedenis
De band werd opgericht in 1995 door de toen vijftienjarige Simon Neil als Screwfish. Hij vroeg drummer Ben Johnston erbij te komen, evenals een bassist waarvan alleen diens voornaam Barry bekend is. Barry werd al gauw vervangen door Bens tweelingbroer James Johnston.
Biffy Clyro trad in Nederland onder meer op tijdens Waterpop 2002, tijdens Lowlands 2007, in het voorprogramma van Muse in Ahoy in november 2009, in december 2009 in de Melkweg Amsterdam (17 december), WATT Rotterdam 20 december, in juni 2013 wederom als voorprogramma van Muse in de ArenA Amsterdam (4 juni) en in Tilburg (31 oktober) datzelfde jaar in de 013. Op 29 mei 2010 en op 9 juni 2014 traden ze op tijdens Pinkpop en ook in 2017 stonden ze op de planken in Landgraaf. In Vlaanderen waren ze onder andere te zien tijdens Pukkelpop 2007, Pukkelpop 2010 en in het voorprogramma van Queens of the Stone Age in de Lotto Arena in Antwerpen in maart 2008. Ook waren ze tweemaal te gast in de uitverkochte Ancienne Belgique en kregen ze een plaats op Rock Werchter in 2013 en 2014. In 2016 stonden ze op het hoofdpodium van Pukkelpop en de 013. Een jaar later kwamen ze in de Ancienne Belgique.
In 2017 speelden ze in het voorprogramma van Guns n' Roses in het Goffertpark.

## Discografie

### Albums
| Album met eventuele hitnotering(en) in de Nederlandse Album Top 100 | Datum van verschijnen | Datum van binnenkomst | Hoogste positie | Aantal weken | Opmerkingen |
| ------------------------------------------------------------------- | --------------------- | --------------------- | --------------- | ------------ | ----------- |
| Only Revolutions                                                    | 06-11-2009            | 05-06-2010            | 85              | 1            |             |
| Opposites                                                           | 28-01-2013            | 02-02-2013            | 22              | 7            |             |
| Ellipsis                                                            | 08-07-2016            | 16-07-2016            | 13              | 2            |             |
| A Celebration of Endings                                            | 14-08-2020            | 22-08-2020            | 23              | 1            |             |
| The Myth of the Happily Ever After                                  | 22-10-2021            | 30-10-2021            | 60              | 1            |             |

| Album met hitnotering(en) in de Vlaamse Ultratop 200 albums | Datum van verschijnen | Datum van binnenkomst | Hoogste positie | Aantal weken | Opmerkingen |
| ----------------------------------------------------------- | --------------------- | --------------------- | --------------- | ------------ | ----------- |
| Opposites                                                   | 2013                  | 02-02-2013            | 73              | 12           |             |
| Ellipsis                                                    | 2016                  | 16-07-2016            | 37              | 8            |             |
| MTV Unplugged - Live at Roundhouse London                   | 2018                  | 02-06-2018            | 152             | 2            |             |
| A Celebration of Endings                                    | 14-08-2020            | 22-08-2020            | 77              | 1            |             |
| The Myth of the Happily Ever After                          | 22-10-2021            | 30-10-2021            | 183             | 1            |             |

### Singles
| Single met eventuele hitnotering(en) in de Nederlandse Top 40 | Datum van verschijnen | Datum van binnenkomst | Hoogste positie | Aantal weken | Opmerkingen                             |
| ------------------------------------------------------------- | --------------------- | --------------------- | --------------- | ------------ | --------------------------------------- |
| Many of Horror                                                | 2010                  | 03-04-2010            | 24              | 4            | Alarmschijf Nr. 66 in de Single Top 100 |

| Single met hitnotering(en) in de Vlaamse Ultratop 50 | Datum van verschijnen | Datum van binnenkomst | Hoogste positie | Aantal weken | Opmerkingen |
| ---------------------------------------------------- | --------------------- | --------------------- | --------------- | ------------ | ----------- |
| Black Chandelier                                     | 2013                  | 02-03-2013            | tip11           | -            |             |
| Instant History                                      | 2020                  | 09-02-2020            | tip             | -            |             |